# Classics
Classics  é o sétimo álbum de estúdio do grupo musical Era, lançado em 2009. O projeto traz suas versões para faixas de grandes nomes da música clássica como Vivaldi, Verdi, Bach e muitos outros.
| Críticas profissionais                                                      | Críticas profissionais |
| Avaliações da crítica                                                       | Avaliações da crítica  |
| Fonte                                                                       | Avaliação              |
| --------------------------------------------------------------------------- | ---------------------- |
| allmusic                                                                    | [ 2 ]                  |
| Esta tabela precisa de ser acompanhada por texto em prosa. Consulte o guia. |                        |

## Faixas
1. Caccini + Redemption + Ave Maria
2. Vivaldi + Sunset Drive + Spring / Four Seasons
3. Verdi + Arising Force + Nabucco
4. Verdi + The Chosen Path + La Forza Del Destino
5. Bach + Ritus Pacis + Concerto NВ°3
6. Malher + Adagieto + 5th Symphony
7. Haendel + Dark Wonders + Sarabande & Ombra Mai Fu
8. Vivaldi + Winds Of Hope + Winter / Four Seasons
9. Levi + Sombre Day
10. Barber + Adagio For Strings

## Certificações
| País   | Certificação | Data | Vendas  |
| ------ | ------------ | ---- | ------- |
| França | Platina      | 2009 | 100,000 |